# Mladecko
Mladecko (auparavant : Mladotice nebo Mladosice ; en allemand : Mladetzko ; en polonais : Mładeczko) est une commune du district d'Opava, dans la région de Moravie-Silésie, en République tchèque. Sa population s'élevait à 132 habitants en 2021.

## Géographie
Mladecko se trouve à 11 km au sud-est de Horní Benešov, à 15 km à l'ouest-sud-ouest d'Opava, à 41 km à l'ouest-nord-ouest d'Ostrava et à 235 km à l’est de Prague.
La commune est limitée par Hlavnice au nord et au nord-est, par Litultovice au sud-est et au sud, et par Jakartovice à l'ouest.

## Histoire
La première mention écrite de la localité date de 1250.

## Transports
Par la route, Mikolajice se trouve à 17 km d'Opava, à 50 km d'Ostrava et à 304 km de Prague.